# デゼルティーヌ (マイエンヌ県)
デゼルティーヌ （Désertines）は、フランス、ペイ・ド・ラ・ロワール地域圏、マイエンヌ県のコミューン。

## 地理
デゼルティーヌは、マイエンヌの農村地帯に位置する小さなコミューンである。ノルマンディーとブルターニュへの入り口にあたる。デゼルティーヌとは、『人の少ない土地』を意味する。

## 歴史

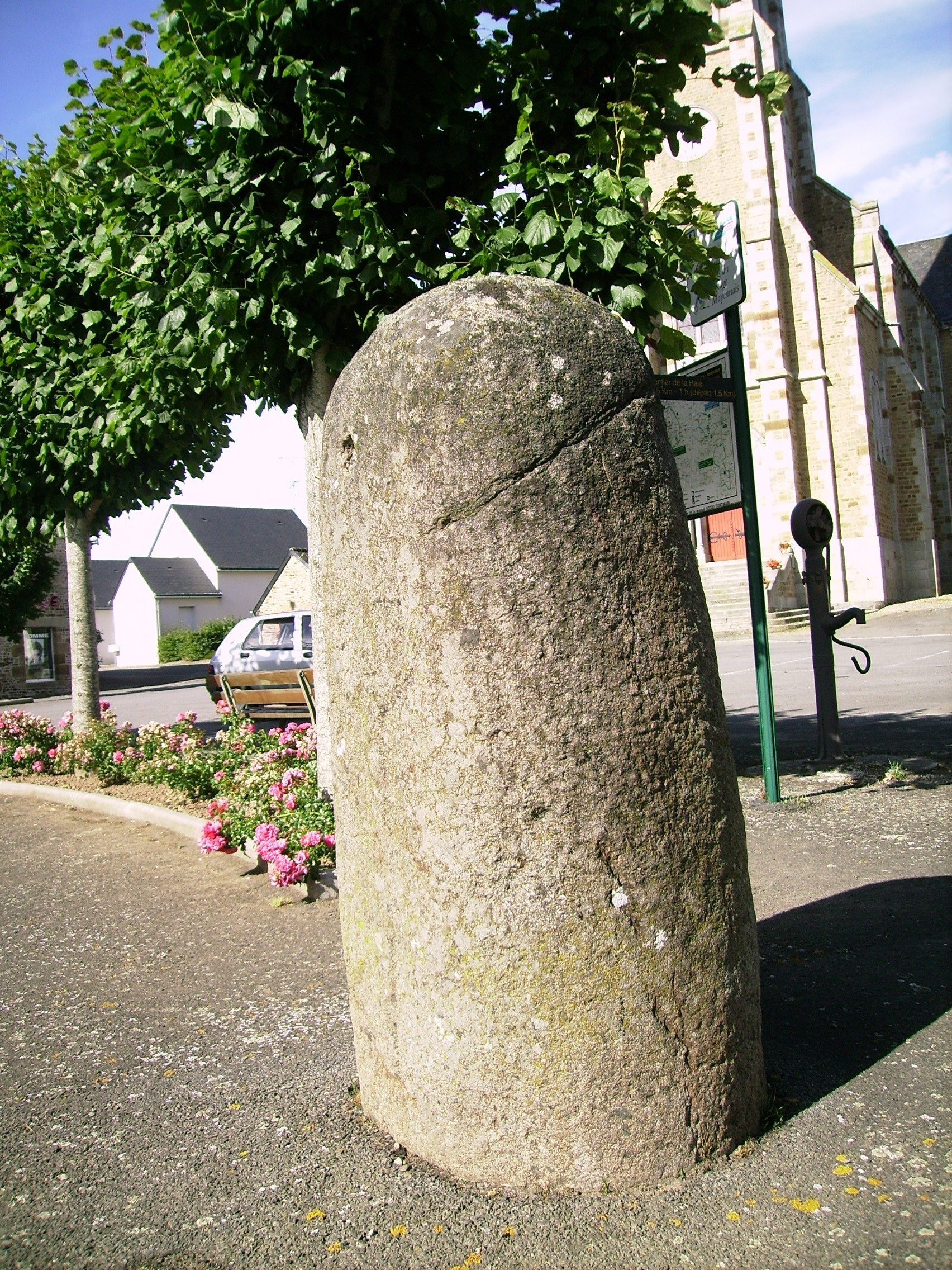
ガリア時代の石碑

デゼルティーヌについての最古の記録は、9世紀に教会について記されたものである。サヴィニー修道院の公文書においては、デゼルティナ（Desertina）と記されている。
1638年、コミューンの名はサン・ピエール・シュル・ベイエ（Saint-Pierre-sur-Behier）であったが、結局デゼルティーヌに戻されている。

## 人口統計
| 1962年 | 1968年 | 1975年 | 1982年 | 1990年 | 1999年 | 2007年 | 2012年 |
| ------ | ------ | ------ | ------ | ------ | ------ | ------ | ------ |
| 883    | 833    | 711    | 654    | 585    | 539    | 526    | 522    |

source=1999年までLdh/EHESS/Cassini、2004年以降INSEE